# Liste de défaillances structurelles et d'effondrements

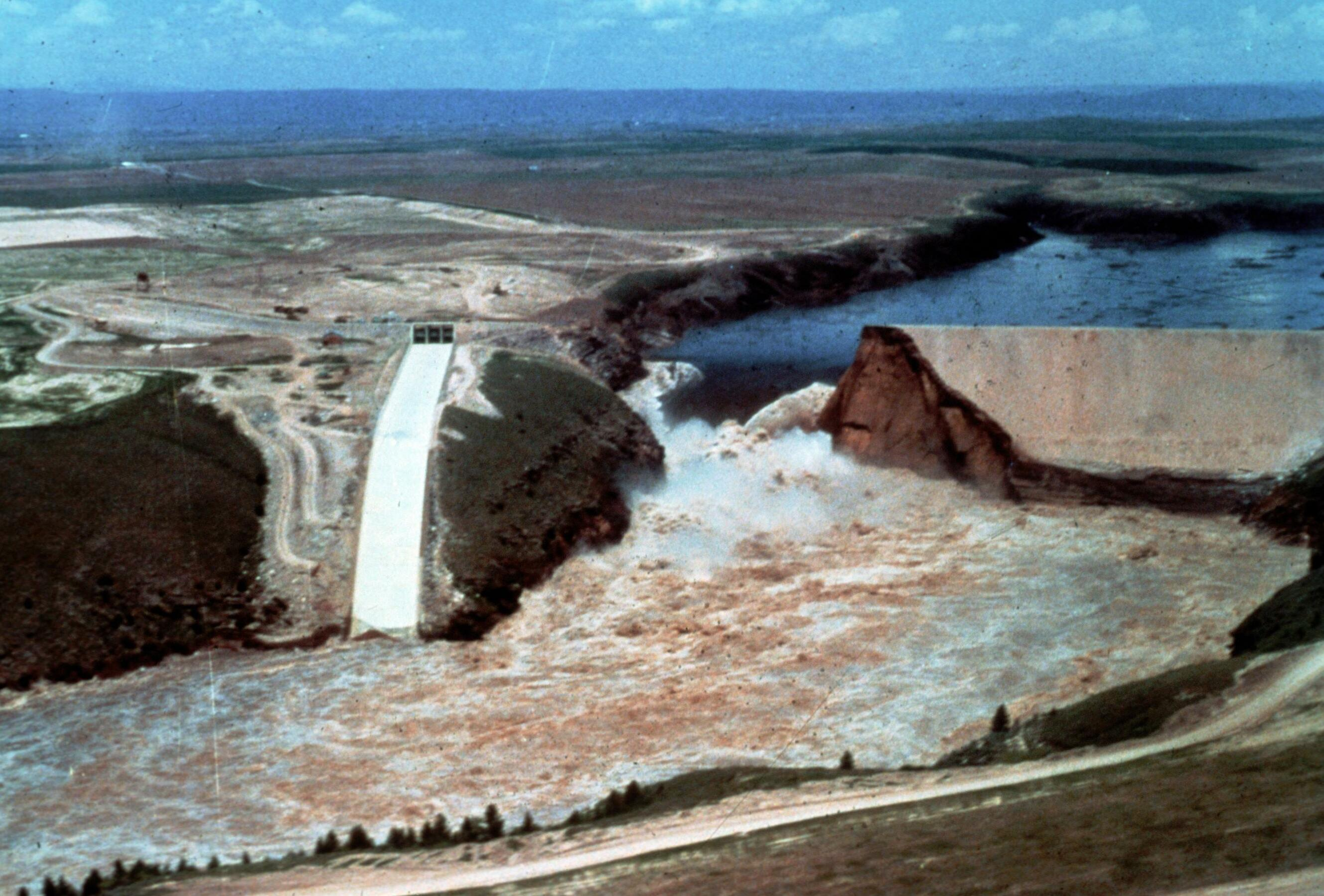
Rupture du barrage Teton (Idaho, États-Unis), le 5 juin 1976.

Cet article présente une liste de défaillances structurelles et d'effondrements d'infrastructures classée en fonction de l'époque.

## Antiquité et Moyen-Âge
| Année     | Structure                                                       | Lieu                                      | Type         | Victimes |
| --------- | --------------------------------------------------------------- | ----------------------------------------- | ------------ | -------- |
| 226 BC    | Colosse de Rhodes                                               | Rhodes, Île de Rhodes                     | statue       | 0        |
| 27        | effondrement de l'amphithéâtre de Fidènes                       | Fidènes, Empire romain (Italie)           | amphithéâtre | 20 000+  |
| ca. 27-30 | tour de Siloam (en)                                             | Jérusalem, Israël                         |              | 18       |
| 140       | effondrement du tiers supérieur du Circus Maximus               | Rome, Empire romain (Italie)              |              | ~13 000  |
| 558       | Dôme de Sainte-Sophie                                           | Constantinople, Empire byzantin (Turquie) |              | 0        |
| 1284      | Chœur de la cathédrale Saint-Pierre de Beauvais                 | Beauvais, France                          | église       | 0        |
| 1297      | pont de Stirling                                                | Stirling, Écosse                          | pont         |          |
| 1303      | Phare d'Alexandrie                                              | Alexandrie, Égypte                        |              | 0        |
| 1322      | tour de la cathédrale de la Sainte-et-Indivisible-Trinité d’Ely | Ely, Angleterre                           | église       | 0        |
| 1382      | tour Bell de l'église Sainte-Marie de Stralsund                 | Stralsund, Hanse (act. Allemagne)         | église       | 0        |
| 1444      | pont du Rialto                                                  | Venise, République de Venise              | pont         | 0        |
| 1500      | Abbaye de Malmesbury                                            | Malmesbury, Angleterre                    | église       | 0        |
| 1529      | église Sainte-Élisabeth de Breslau                              | Breslau, Silésie                          | église       |          |
| 1549      | cathédrale de Lincoln                                           | Lincoln, Angleterre                       | église       |          |
| 1573      | tour de la cathédrale Saint-Pierre de Beauvais                  | Beauvais, France                          | église       | 1 ?      |
| 1577      | Martinikerk                                                     | Groningue (act. Pays-Bas)                 | église       |          |

## 1600-1899
| Année        | Structure | Lieu                                                                | Type        | Victimes |
| ------------ | --- | ------------------------------------------------------------------- | ----------- | -------- |
| 1625         | tour de l'église Saint-Olaf | Tallinn (maintenant en Estonie)                                     | église      |          |
| 1647         | tour de l'église Sainte-Marie de Stralsund | Stralsund, Duché de Poméranie (maintenant en Allemagne)             | église      |          |
| 1661         | tour de l'église Saint-Renaud | Dortmund (maintenant en Allemagne)                                  | église      |          |
| 1666         | église Saint-Pierre (Riga) | Riga, Suède (maintenant en Lettonie)                                | église      | 8        |
| XVIIe siècle | Abbaye aux Hommes | Caen, France                                                        | église      |          |
| 1674         | Nef de la cathédrale Saint-Martin d'Utrecht | Utrecht, Pays-Bas                                                   | église      |          |
| 1697         | tour de l'église Saint Michael de Klausenburg | Klausenburg, Monarchie de Habsbourg (maintenant en Roumanie)        | église      |          |
| 1713         | église Sainte-Marie de Twickenham | Twickenham, Angleterre, Grande-Bretagne (maintenant le Royaume-Uni) | église      |          |
| c. 1715      | tour Marsalforn (en) | Ix-Xagħra, Gozo, Ordre de Saint-Jean de Jérusalem à Malte           |             | 0        |
| 1721         | église Saint-Pierre (Riga) | Riga, Suisse/Russia, maintenant en Lettonie                         | église      |          |
| 1763         | tour de l'Église Saint Michael | Klausenburg, Monarchie de Habsbourg (maintenant en Roumanie)        | église      |          |
| 1777         | Église de sainte-Marie Magdalène | Posen, Prusse                                                       | église      |          |
| 1831         | pont de Broughton | Broughton, Royaume-Uni                                              | pont        | 0        |
| 1845         | pont Yarmouth | Yarmouth, Royaume-Uni                                               | pont        | 79       |
| 1847         | pont Dee | Chester (Angleterre), Royaume-Uni                                   | pont        | 5        |
| 1850         | pont de la Basse-Chaîne | Angers, Maine-et-Loire, France                                      | pont        | 226      |
| 1860         | Pemberton Mill (en) | Lawrence (Massachusetts), États-Unis                                |             |          |
| 1860         | effondrement du pont de Wooton (en) | Wootton, Royaume-Uni                                                | pont        | 2        |
| 1860         | accident du pont Bull (en) | Ambergate, Royaume-Uni                                              | pont        | 0        |
| 1861         | effondrement de la flèche de la cathédrale de Chichester | Chichester, Royaume-Uni                                             | église      |          |
| 1864         | réservoir Dale Dike (en) | South Yorkshire, Angleterre, Royaume-Uni                            | barrage     | 244      |
| 1875         | pont Portag | Portage (ville, New York), États-Unis                               | pont        | 0        |
| 1876         | catastrophe ferroviaire d'Ashtabula le 29 décembre 1876 | Ashtabula, Ohio, États-Unis                                         |             | 92       |
| 1879         | catastrophe ferroviaire du pont sur le Tay | Dundee, Écosse, Royaume-Uni                                         | pont        | 75       |
| 1887         | pont de Bussey (en) | Boston, Massachusetts, États-Unis                                   | pont        | 24-30    |
| 1889         | Inondation de Johnstown de 1889 | Johnstown (Pennsylvanie), États-Unis                                | barrage     | 2 209    |
| 1890         | barrage de Walnut Grove | Wickenburg, Arizona, États-Unis                                     | barrage     |          |
| 1891         | catastrophe ferroviaire de Munchenstein (en) | Munchenstein, Suisse                                                | pont        |          |
| 1896         | pont de Point Ellice (en) | Victoria, Colombie-Britannique, Canada                              | pont        | 55       |
| 1898         | au cœur du village de Biot, effondrement de bâtisses (à l'emplacement de l'actuelle « place de la Catastrophe »), alors que se déroule dans l'une un repas de communion | Biot, Alpes-Maritimes, France                                       | habitations | 23 ou 26 |

## 1900–1959
| Année | Structure                                               | Lieu                                  | Type           | Victimes                                        |
| ----- | ------------------------------------------------------- | ------------------------------------- | -------------- | ----------------------------------------------- |
| 1902  | campanile de Saint-Marc                                 | Venise, Italie                        |                |                                                 |
| 1902  | désastre d'Ibrox de 1902                                | Glasgow, Royaume-Uni                  | stade          |                                                 |
| 1904  | catastrophe ferroviaire d'Eden Railroad (en)            | Eden, Colorado, États-Unis            | pont           |                                                 |
| 1905  | pont égyptien                                           | Saint-Pétersbourg, Russie             | pont           | 0                                               |
| 1907  | pont de Québec                                          | Québec (ville), Canada                | pont           | 75                                              |
| 1908  | hôtel de ville de Görlitz                               | Görlitz, Allemagne                    | hôtel de ville |                                                 |
| 1912  | tour de Großfunkstelle Nauen                            | Nauen, Allemagne                      | tour radio     |                                                 |
| 1915  | pont de Division Street (Spokane) (en)                  | Spokane, Washington, États-Unis       | pont           | 5                                               |
| 1916  | barrage Desse                                           | Dessendorf, Autriche-Hongrie          | barrage        |                                                 |
| 1916  | pont de Québec                                          | Québec (ville), Canada                | pont           | 11                                              |
| 1919  | réservoirs de mélasse de Boston                         | Boston, Massachusetts, États-Unis     | réservoir      | 21                                              |
| 1925  | trois pylônes de la station radio Norddeich (en)        | Norddeich, Allemagne                  | tour radio     |                                                 |
| 1925  | barrages de Llyn Eigiau et du réservoir Coedty          | Dolgarrog, North Wales, Royaume-Uni   | barrage        |                                                 |
| 1927  | pylône de la Deutschlandsender Zeesen (en)              | Zeesen, Allemagne                     | pylône         |                                                 |
| 1928  | barrage de St. Francis                                  | Santa Clarita, Californie, États-Unis | barrage        | 600                                             |
| 1930  | tours de Sender Stadelheim (en)                         | Munich, Allemagne                     | tour radio     |                                                 |
| 1934  | pont ferroviaire de Seta                                | Ōtsu, Japon                           | pont           |                                                 |
| 1935  | tour de l'émetteur de Langenberg                        | Langenberg (Rhineland), Allemagne     | tour radio     |                                                 |
| 1937  | pont de Kasai                                           | Kasai, Congo belge                    | pont           |                                                 |
| 1938  | cinéma Kugaiza (ja)                                     | Tōkamachi, Japon                      | cinéma         | 69 (effondrement du toit en raison de la neige) |
| 1938  | pont d'Upper Steel                                      | Niagara Falls, New York, États-Unis   | pont           | 0                                               |
| 1938  | transmetteur de Haberfeld                               | Haberfeld, Liechtenstein              | tour radio     |                                                 |
| 1939  | pont Sandö                                              | Kramfors, Ångermanland, Suisse        | pont           | 18                                              |
| 1939  | effondrement de la tour radio d'Utbremen (en)           | Bremen, Allemagne                     |                |                                                 |
| 1940  | pont de Tacoma Narrows                                  | Tacoma, États-Unis                    | pont           | 0                                               |
| 1940  | pont Theodor-Heuss                                      | Ludwigshafen, Allemagne               | pont           |                                                 |
| 1940  | effondrement de la tour ouest de Fécamp Radio Normandie | Fécamp, France                        | tour radio     |                                                 |
| 1942  | pont de Chesapeake City                                 | Chesapeake, Maryland, États-Unis      | pont           |                                                 |
| 1945  | Hindenburgbrücke                                        | Cologne, Allemagne                    | pont           | inconnu                                         |
| 1945  | pont de Remagen                                         | Remagen, Allemagne                    | pont           | 28                                              |
| 1949  | deux mâts de l'émetteur de Langenberg                   | Langenberg, Allemagne                 |                |                                                 |
| 1949  | transmetteur de Schwerin Möwenburgstraße                | Schwerin, Allemagne                   | tour radio     |                                                 |
| 1949  | pont Inotani                                            | Toyama, Japon                         | pont           | 29                                              |
| 1949  | effondrement du mât de l'émetteur de Hambourg-Billstedt | Hambourg, Allemagne                   | tour radio     |                                                 |
| 1951  | effondrement du pont Duplessis                          | Québec, Canada                        | pont           | 4                                               |
| 1953  | pont de Tangiwai (catastrophe de Tangiwai (en))         | Tangiwai, Nouvelle-Zélande            | pont           | 151                                             |
| 1953  | tour de la radio d'Augusta                              | Augusta, Michigan, États-Unis         |                |                                                 |
| 1957  | catastrophe ferroviaire de Lewisham (en)                | Londres-Lewisham, Royaume-Uni         | pont           | 90                                              |
| 1958  | pont de Second Narrows                                  | Vancouver, Canada                     | pont           | 19                                              |
| 1958  | effondrement de la tour de télévision d'Ochsenkopf (en) | Ochsenkopf, Allemagne                 |                |                                                 |
| 1959  | Vega de Tera                                            | Ribadelago, Espagne                   | barrage        | 144                                             |
| 1959  | barrage de Malpasset                                    | Côte d'Azur, France                   | barrage        | 423                                             |

## 1960–1979
| Année | Structure                                       | Lieu                                              | Type                                    | Victimes         |
| ----- | ----------------------------------------------- | ------------------------------------------------- | --------------------------------------- | ---------------- |
| 1960  | tour de KOBR-TV                                 | Caprock, Nouveau-Mexique, États-Unis              |                                         |                  |
| 1961  | transmetteur de LORAN-C à Carolina Beach (en)   | Carolina Beach, Caroline du Nord, États-Unis      | tour radio                              |                  |
| 1962  | transmetteur de LORAN-C à Ejde (en)             | Ejde, Îles Féroé                                  | tour radio                              |                  |
| 1962  | pont de King Street (Melbourne) (en)            | Melbourne, Australie                              | pont                                    | 0                |
| 1962  | tour KGW                                        | Portland, Oregon, États-Unis                      | tour radio                              |                  |
| 1963  | réservoir de Baldwin Hills (en)                 | Los Angeles, Californie, États-Unis               | barrage                                 |                  |
| 1964  | tour de Pfarrkirche St. Johann Baptist          | Ichenhausen, Allemagne                            | église                                  |                  |
| 1964  | pont du Général Rafael Urdaneta                 | Maracaibo, Venezuela                              | pont                                    |                  |
| 1965  | tour SES8                                       | mont Burr, Australie                              | tour radio                              |                  |
| 1965  | transmetteur de LORAN-C à Iwo Jima (en)         | Iwo Jima, Japon                                   | tour radio                              | 6                |
| 1966  | pont d'Heron Road (en)                          | Ottawa, Canada                                    | pont                                    | 9                |
| 1966  | pont d'Heiligenstedten                          | Heiligenstedten, Allemagne                        | pont                                    | 0                |
| 1966  | tour WLBT TV                                    | Raymond, Mississippi, États-Unis                  | antenne /                               |                  |
| 1967  | pont Reine Juliana                              | Willemstad, Curaçao                               | pont                                    |                  |
| 1967  | tour de WNBC/WCBS (en)                          | High Island, New York, États-Unis                 |                                         |                  |
| 1967  | station de transmission de Waltham (en)         | Waltham, Royaume-Uni                              |                                         |                  |
| 1967  | pont Silver                                     | Point Pleasant (Virginie-Occidentale), États-Unis | pont                                    | 46               |
| 1968  | effondrement de Ronan Point (en)                | Londres, Royaume-Uni                              |                                         | 4                |
| 1968  | tour de KELO TV (en)                            | Rowena, Dakota du Sud, États-Unis                 |                                         |                  |
| 1968  | tour WAEO                                       | Starks, Wisconsin, États-Unis                     |                                         |                  |
| 1969  | tour de l'émetteur de Marnach                   | Marnach, Luxembourg                               |                                         |                  |
| 1969  | émetteur d'Emley Moor                           | Emley (Yorkshire de l'Ouest) (en), Royaume-Uni    |                                         |                  |
| 1970  | transmetteur radio d'Orlunda (en)               | Orlunda, Suisse                                   |                                         |                  |
| 1970  | pont West Gate (en)                             | Melbourne, Australie                              | pont                                    | 35               |
| 1970  | pont Britannia                                  | Menai Strait, Wales, Royaume-Uni                  | pont                                    | 0                |
| 1970  | pont Cleddau (en)                               | Pembroke Dock et Neyland, Wales, Royaume-Uni      | pont                                    | 4                |
| 1971  | tours de transmission de KOIN-TV                | Portland, Oregon, États-Unis                      |                                         |                  |
| 1971  | pont de Südbrücke                               | Koblenz, Allemagne                                | pont en construction                    | 13               |
| 1971  | catastrophe de 1971 du barrage Certej           | Certeju de Sus, Roumanie                          | barrage                                 | 89               |
| 1972  | inondation de Buffalo Creek (en)                | Virginie-Occidentale, États-Unis                  | barrage                                 | 125              |
| 1972  | Mittelturm                                      | Königs Wusterhausen, Allemagne                    | tour en treillis                        |                  |
| 1972  | pont de Sidney Lanier                           | Brunswick, Géorgie, États-Unis                    | pont                                    | 10               |
| 1973  | tour de la télévision de Bithlo TV              | Bithlo, Floride, États-Unis                       |                                         |                  |
| 1973  | Broadway Central Hotel (en), The Kitchen        | New York, NY, États-Unis                          | hôtel et théâtre                        |                  |
| 1974  | pont de la rivière Makahali                     | Baitadi, Népal                                    | pont                                    | 140              |
| 1975  | pont Tasman                                     | Hobart, Australie                                 | pont                                    | 12               |
| 1975  | tour de KELO TV (en)                            | Rowena, Dakota du Sud, États-Unis                 |                                         |                  |
| 1975  | barrages de Banqiao et de Shimantan             | Zhumadian, Henan, Chine                           | barrage                                 | 230 000-240 000, |
| 1976  | barrage Teton                                   | Idaho, États-Unis                                 | barrage                                 | 11               |
| 1976  | émetteur de Burg                                | Burg (Saxe-Anhalt), Allemagne                     |                                         |                  |
| 1976  | Reichsbrücke                                    | Vienne, Autriche                                  | pont                                    | 1                |
| 1976  | émetteur du pic de Nore                         | Pic de Nore, France                               |                                         |                  |
| 1977  | pont de Granville                               | Sydney, Australie                                 | pont                                    | 83               |
| 1977  | tour KSLA-TV                                    | Mooringsport, Louisiane, États-Unis               |                                         |                  |
| 1977  | effondrement du pont pédestre de Pouchkino (ru) | Pouchkino, Russie                                 | pont                                    |                  |
| 1977  | barrage Kelly Barnes (en)                       | Géorgie, États-Unis                               | barrage                                 | 39               |
| 1978  | tour de Nebraska Education d'Angora             | Angora, Nebraska, États-Unis                      |                                         |                  |
| 1978  | tour de WJJY TV                                 | Bluffs, Illinois, États-Unis                      |                                         |                  |
| 1978  | tour WAND-TV                                    | Decatur, Illinois, États-Unis                     |                                         |                  |
| 1978  | tour de CKVR Television                         | Barrie, Ontario, Canada                           |                                         |                  |
| 1978  | XL Center                                       | Hartford (Connecticut), États-Unis                | aréna                                   | 0                |
| 1978  | émetteur de Zehlendorf                          | Zehlendorf bei Oranienburg (en), Allemagne        |                                         |                  |
| 1978  | tour de refroidissement de Willow Island (en)   | Willow Island, Virginie-Occidentale, États-Unis   | tour de refroidissement en construction | 51               |
| 1979  | tunnel de Penmanshiel (en)                      | Grantshouse, Écosse, Royaume-Uni                  | tunnel                                  | 2                |
| 1979  | aréna de Kemper                                 | Kansas City (Missouri), États-Unis                | stade                                   |                  |
| 1979  | centrale de Bouchain                            | Bouchain, France                                  | tour de refroidissement                 |                  |
| 1979  | Sender Krasch                                   | Bernklau, Bohême                                  |                                         |                  |
| 1979  | transmetteur de Blåbärskullen (en)              | Sunne, Suisse                                     |                                         |                  |

## 1980–1999
| Année      | Structure                                                                   | Lieu                                                    | Type                     | Victimes               |
| ---------- | --------------------------------------------------------------------------- | ------------------------------------------------------- | ------------------------ | ---------------------- |
| 1980       | effondrement du stade de Sincelejo                                          | Sincelejo, Sucre, Colombie                              | stade                    |                        |
| 1980       | pont d'Almö (en)                                                            | Stenungsund, Suisse                                     | pont                     | 8                      |
| 1980       | Sunshine Skyway Bridge                                                      | St. Petersburg, Floride, États-Unis                     | pont                     | 35                     |
| 1980       | pont de Hayakawa                                                            | Saito, Kyūshū, Japon                                    | pont (Suspension)        | 7                      |
| 1980       | transmetteur de LORAN-C à Jan Mayen                                         | Jan Mayen, Norvège                                      |                          |                        |
| 1981       | Effondrement des passerelles du Hyatt Regency                               | Kansas City, Missouri, États-Unis                       | passerelles              | 114 décès, 216 blessés |
| 1981       | émetteur de Dudelange                                                       | Dudelange, Luxembourg                                   | tour en treillis         |                        |
| 1982       | effondrement de l'escalier mécanique d'Aviamotornaya (métro de Moscou) (en) | Moscou, Union soviétique                                | Escalator                | 8                      |
| 1982       | barrage de Lawn Lake (en)                                                   | Rocky montain National Park, Colorado, États-Unis       | barrage                  |                        |
| 1982       | barrage de Tous                                                             | Valencia, Espagne                                       | barrage                  | +30                    |
| 1982       | effondrement de la tour de Senior Road (en)                                 | Missouri City (Texas), États-Unis                       |                          | 5                      |
| 1982       | cheminée de la Centrale thermique de Matla                                  | Mpumalanga, Afrique du Sud                              | cheminée                 |                        |
| 1982       | pavillon des jardins de Sophia (en)                                         | Cardiff, Wales, Royaume-Uni                             | salle de concert         |                        |
| 1982       | tour de WCIQ                                                                | mont Cheaha, Alabama, États-Unis                        |                          |                        |
| 1983       | pont de Mianus River (en)                                                   | Greenwich, Connecticut, États-Unis                      | pont                     | 3                      |
| 1983       | tour de CKX-TV Craig Television (en)                                        | Souris, Manitoba, Canada                                |                          |                        |
| 1983       | transmetteur de Wavre (en)                                                  | Wavre, Belgique                                         |                          |                        |
| 1983       | tour de KWWL-TV                                                             | Rowley, Iowa, États-Unis                                |                          |                        |
| 1985       | dôme Istra (en)                                                             | Russie                                                  | dôme                     | [ 11 ]                 |
| 1985       | catastrophe du barrage du Val de Stava                                      | Italie                                                  | barrage                  | 268                    |
| 1985       | Sender Bielstein (en)                                                       | Bielstein, Allemagne                                    |                          |                        |
| 1986       | Effondrement de l'Hotel New World                                           | Little Inde, près de la route Serangoon (en), Singapour | hôtel                    | 33                     |
| 1987       | effondrement de L'Ambiance Plaza                                            | Bridgeport (Connecticut), États-Unis                    | tour résidentielle       | 28                     |
| 1987       | centrale de Turów                                                           | Bogatynia, Pologne                                      | tour de refroidissement  |                        |
| 1987       | effondrement du pont de Schoharie Creek (en)                                | Fort Hunter, New York, États-Unis                       | pont                     | 10                     |
| 1988       | transmetteur de Multrå (en)                                                 | Sollefteå, Suisse                                       |                          |                        |
| 1988       | pont Mainbrücke Stockstadt                                                  | Aschaffenburg, Bavaria, Allemagne                       | pont en construction     | 1                      |
| 1988       | effondrement de Station Square (en)                                         | Burnaby, Colombie-Britannique, Canada                   | stationnement            |                        |
| 1988       | terminal du pont Sultan Abdul Halim                                         | Butterworth, Penang, Malaisie                           | pont                     |                        |
| 1988       | Observatoire de Green Bank                                                  | Green Bank, Virginie-Occidentale, États-Unis            | antenne parabolique      |                        |
| 1989       | pont d'Hatchie River                                                        | Tennessee, États-Unis                                   | pont                     | 8                      |
| 1989       | tours de WRAL-TV & WPTF-TV                                                  | Auburn, Caroline du Nord, États-Unis                    |                          |                        |
| 1989       | viaduc de Cypress Street (en)                                               | Oakland (Californie), États-Unis                        | pont                     | 42                     |
| 1991       | pont d'acier du métro de Hiroshima                                          | Hiroshima, Japon                                        | pont                     | 15                     |
| 1991-08-08 | effondrement de la tour de transmission de Radio Varsovie                   | Gąbin (ville), Pologne                                  |                          |                        |
| 1992       | catastrophe de Furiani                                                      | Bastia, France                                          | stade                    |                        |
| 1992       | tour de WCIX TV                                                             | Homestead (Miami), Floride, États-Unis                  |                          |                        |
| 1993       | pont de Claiborne Avenue (en)                                               | Nouvelle-Orléans, Louisiane, États-Unis                 | pont                     | 1                      |
| 1993       | transmetteur de LORAN-C à Kargaburan                                        | Kargaburan, Turquie                                     |                          |                        |
| 1993       | accident ferroviaire de Big Bayou Canot                                     | Mobile, Alabama, États-Unis                             | pont                     | 47                     |
| 1993       | transmetteur LORAN-C de Cap Race (en)                                       | Cap Race, Terre-Neuve-et-Labrador, Canada               |                          |                        |
| 1993       | effondrement des tours Highland (en)                                        | Kuala Lumpur, Malaisie                                  | tour résidentielle       | 48                     |
| 1994       | effondrement du magasin Marja                                               | Tallinn, Estonie                                        | édifice commercial       | 5                      |
| 1994       | pont Seongsu (en)                                                           | Séoul, Corée du Sud                                     | pont                     | 32                     |
| 1995       | catastrophe de Cave Creek (en)                                              | Parc national de Paparoa, Nouvelle-Zélande              | plateforme d'observation | 14                     |
| 1995       | effondrement du grand magasin ''Sampoong''                                  | Séoul, Corée du Sud                                     | édifice commercial       | 502                    |
| 1996       | tour de WCOV-TV                                                             | Montgomery (Alabama), États-Unis                        | tour/                    |                        |
| 1996       | pont ferroviaire de Baikong                                                 | Xian autonome yao de Ruyuan, Guangdong, Chine           | pont                     | 29                     |
| 1996       | pont de Koror-Babeldaob                                                     | Koror et Babeldaob, Palaos                              | pont                     | 2                      |
| 1996       | pont de Walnut Street (en)                                                  | Harrisburg, États-Unis                                  | pont                     | 0                      |
| 1997       | barrage Opuha (en)                                                          | Nouvelle-Zélande                                        | barrage                  |                        |
| 1997       | 2 mâts du transmetteur de Grigoriopol                                       | Grigoriopol, Moldavie                                   |                          |                        |
| 1997       | effondrement du pont Maccabiah (en)                                         | Tel Aviv, Israël                                        | pont                     | 4                      |
| 1997       | tour de KNOE-TV                                                             | Louisiane, États-Unis                                   |                          |                        |
| 1997       | mât de KXJB-TV (en)                                                         | Comté de Traill, États-Unis                             |                          |                        |
| 1997       | tour de WLBT (en)                                                           | Raymond (Mississippi), États-Unis                       |                          |                        |
| 1997       | Knick-Ei                                                                    | Halstenbek, Allemagne                                   | complexe sportif         | 0                      |
| 1998       | effondrement du Palace II (en)                                              | Rio de Janeiro, Brésil                                  | tour résidentielle       | 8                      |
| 1998       | Knick-Ei                                                                    | Halstenbek, Allemagne                                   | complexe sportif         | 0                      |
| 1999       | crash de Stocznia Gdynia (en)                                               | Gdynia, Pologne                                         | grue                     | 0                      |

## 2000–2005
| Année | Structure                                                                                                | Lieu                                                 | Type                   | Victimes                                        |
| ----- | --- | ---------------------------------------------------- | ---------------------- | ----------------------------------------------- |
| 2000  | catastrophe de Baia Mare (2000)                                                                          | Baia Mare, Roumanie                                  | barrage en remblai     | aucun                                           |
| 2000  | effondrement de la jetée numéro 34 (Club Heat) (en)                                                      | Philadelphie, Pennsylvanie, États-Unis               | jetée                  | 3                                               |
| 2000  | effondrement du viaduc du Boulevard du Souvenir - Autoroute 15                                           | Montréal, Canada                                     | viaduc                 | 1                                               |
| 2000  | tour de WRMD                                                                                             | St. Petersburg, Floride, États-Unis                  |                        |                                                 |
| 2000  | tour de KXEO/KWWR                                                                                        | Mexico, Missouri, États-Unis                         |                        |                                                 |
| 2000  | pont Hoan (en)                                                                                           | Milwaukee, Wisconsin, États-Unis                     | pont                   | 0                                               |
| 2001  | pont de Hintze Ribeiro (en)                                                                              | Entre-os-Rios, Castelo de Paiva, Portugal            | pont                   | 59                                              |
| 2001  | accident du pont pédestre d'Asagiri (en)                                                                 | Akashi, Japon                                        | pont pédestre          | 11 morts, 247 blessés                           |
| 2001  | Queen Isabella Causeway (en)                                                                             | Port Isabel et South Padre Island, Texas, États-Unis | pont                   | 8                                               |
| 2001  | transmetteur d'Angara, tour nord                                                                         | Angara, Russie                                       |                        |                                                 |
| 2001  | transmetteur Krasny Bor (en)                                                                             | Krasny Bor, Russie                                   |                        |                                                 |
| 2001  | pont de la rivière Kadalundi                                                                             | Inde                                                 | pont                   | 57                                              |
| 2001  | effondrement de la salle de mariage Versailles                                                           | Jérusalem, Israël                                    | salle de mariage       | 23 morts, 380 blessés                           |
| 2001  | effondrement des tours du World Trade Center                                                             | New York, États-Unis                                 | 3 gratte-ciel          | 2 996 dans les tours 1 et 2 7 dans la troisième |
| 2002  | inondation d'Oemau                                                                                       | Oemau, Bohême                                        |                        |                                                 |
| 2002  | effondrement de l'éolienne de Ellenstedt                                                                 | Ellenstedt, Allemagne                                | éolienne               |                                                 |
| 2002  | effondrement d'un hangar du cosmodrome de Baïkonour, détruisant l'ensemble Energuia/Bourane s'y trouvant | Baïkonour, Kazakhstan/Russie                         | hangar                 |                                                 |
| 2002  | catastrophe du pont de l'I-40 (en)                                                                       | Webbers Falls, Oklahoma, États-Unis                  | pont                   | 14 morts, 11 blessés                            |
| 2002  | pont ferroviaire Rafiganj                                                                                | Inde                                                 | pont                   |                                                 |
| 2002  | viaduc de l'Interstate 95 Howard Avenue                                                                  | Bridgeport, Connecticut, États-Unis                  |                        |                                                 |
| 2003  | tour de WVAH                                                                                             | Virginie-Occidentale, États-Unis                     |                        |                                                 |
| 2003  | tour de WPAY (AM)                                                                                        | Portsmouth, Ohio, États-Unis                         |                        |                                                 |
| 2003  | tour de WTNV-FM                                                                                          | Jackson, Tennessee, États-Unis                       |                        |                                                 |
| 2003  | tour de WMBD                                                                                             | Peoria, Illinois, États-Unis                         |                        |                                                 |
| 2003  | tour de WIFR TV                                                                                          |                                                      |                        |                                                 |
| 2003  | tour de KETV TV                                                                                          | Omaha (Nebraska), États-Unis                         | tour                   |                                                 |
| 2003  | tour de WAAY TV                                                                                          | Huntsville, Alabama, États-Unis                      | tour                   |                                                 |
| 2003  | effondrement de la tour radio d'Utrecht                                                                  | Utrecht, Pays-Bas                                    |                        |                                                 |
| 2003  | barrage de Silver Lake (Michigan) (en)                                                                   | comté de Marquette, Michigan, États-Unis             | barrage en remblai     | aucun                                           |
| 2003  | pont de Kinzua                                                                                           | Kinzua Bridge State Park, Pennsylvanie, États-Unis   | pont                   | 0                                               |
| 2003  | pont Sgt. Aubrey Cosens VC Memorial                                                                      | Latchford, Ontario, Canada                           | pont                   |                                                 |
| 2003  | effondrement d'un balcon à Chicago en 2003 (en)                                                          | Chicago, Illinois, États-Unis                        | balcon                 | 13 morts, 57 blessés                            |
| 2003  | effondrement de l'éolienne Schneebergerhof Vestas V80                                                    | Gerbach, Allemagne                                   | éolienne               |                                                 |
| 2004  | barrage Big Bay (en)                                                                                     | Mississippi, États-Unis                              | barrage                | 0                                               |
| 2004  | barrage Camará (en)                                                                                      | Brésil                                               | barrage                |                                                 |
| 2004  | effondrement du Terminal 2E de l'aéroport de Paris-Charles-de-Gaulle                                     | Roissy-en-France, Val-d'Oise, France                 |                        | 4 morts, 3 blessés                              |
| 2004  | pont Loncomilla                                                                                          | San Javier, Chili                                    | pont                   |                                                 |
| 2004  | parc Transvaal (en)                                                                                      | Moscou, Russie                                       | parc aquatique         | 28 morts                                        |
| 2004  | effondrement de la grue du pont Igor I. Sikorsky (en)                                                    | Connecticut, États-Unis                              | grue de déconstruction | 1 mort                                          |
| 2004  | pont de Big Nickel Road                                                                                  | Sudbury, Ontario, Canada                             | pont                   |                                                 |
| 2004  | pont Mungo                                                                                               | Cameroon                                             | pont                   |                                                 |
| 2004  | transmetteur radio de Peterborough (en)                                                                  | Peterborough, Grande-Bretagne                        |                        |                                                 |
| 2004  | tour de KFI                                                                                              | Los Angeles, Californie, États-Unis                  |                        |                                                 |
| 2005  | barrage Shakidor (en)                                                                                    | Pakistan                                             | barrage                | 70 morts                                        |
| 2005  | réservoir de Taum Sauk (en)                                                                              | Lesterville, Missouri, États-Unis                    | barrage                |                                                 |
| 2005  | pont Almuñécar Motorway                                                                                  | Almuñécar, Province de Granada, Espagne              | pont                   |                                                 |
| 2005  | viaduc #1 de l'autoroute Caracas-La Guaira                                                               | Tacagua, Venezuela                                   | pont                   |                                                 |
| 2005  | tunnel Gerrards Cross (en)                                                                               | Gerrards Cross, Grande-Bretagne                      |                        |                                                 |
| 2005  | pont ferroviaire de Veligonda                                                                            | Inde                                                 | pont                   |                                                 |
| 2005  | tour de transmission de WLGA                                                                             | Cusseta, Géorgie, États-Unis                         |                        |                                                 |
| 2005  | tour de Nebraska Education à Atlanta                                                                     | Atlanta, Nebraska, États-Unis                        |                        |                                                 |

## 2006–2019
| Année | Structure                                                          | Lieu                                                       | Type                     | Victimes                                                            |
| ----- | ------------------------------------------------------------------ | ---------------------------------------------------------- | ------------------------ | ------------------------------------------------------------------- |
| 2006  | Effondrement de 2006 de l'édifice Lagos (en)                       | Lagos, Nigeria                                             |                          |                                                                     |
| 2006  | viaduc de la Concorde                                              | Montréal, Canada                                           | viaduc                   | 5 morts, 6 blessés                                                  |
| 2006  | effondrement du toit de la patinoire de Bad Reichenhall            | Bad Reichenhall, Allemagne                                 | stade                    | 15 morts, 32 blessés                                                |
| 2006  | effondrement du toit de Katowice Trade Hall (en)                   | Katowice, Pologne                                          |                          | 65 morts, 170 blessés                                               |
| 2006  | effondrement du pont Run Pathani                                   | Pakistan                                                   | pont                     |                                                                     |
| 2006  | Torre VIP de Rádio & TV                                            | São Bernardo do Campo, Brésil                              |                          |                                                                     |
| 2006  | effondrement du pont Iekaterinbourg                                | Iekaterinbourg, Russie                                     | pont                     |                                                                     |
| 2006  | effondrement du pont Nimule                                        | Nimule, Kenya                                              | pont                     |                                                                     |
| 2006  | effondrement du pont pédestre de Bhagalpur                         | Bhagalpur, Bihar, Inde                                     | pont                     |                                                                     |
| 2006  | effondrement du pont Eziama                                        | Eziama, Nigeria                                            | pont                     |                                                                     |
| 2006  | tour de KSPS-TV                                                    | Spokane (Washington), États-Unis                           | tour                     |                                                                     |
| 2006  | effondrement du plafond de Big Dig (en)                            | South Boston, Massachusetts, États-Unis                    |                          | 1 mort, 1 blessé                                                    |
| 2007  | effondrement du pont Jiujiang (en)                                 | Foshan, Guangdong, Chine                                   | pont                     | 8+ morts                                                            |
| 2007  | effondrement dans l'eau du plancher de la Crab House               | Wildwood Crest (New Jersey), États-Unis                    |                          |                                                                     |
| 2007  | effondrement de l'éolienne du comté de Sherman                     | comté de Sherman, Oregon, États-Unis                       | éolienne                 |                                                                     |
| 2007  | tour de WACS-TV                                                    | Americus, Géorgie, États-Unis                              |                          |                                                                     |
| 2007  | tour de WSKY-DT                                                    | Camden County, Caroline du Nord, États-Unis                |                          |                                                                     |
| 2007  | Browns Summit Crown Castle Broadcasting                            | Browns Summit, Texas, États-Unis                           |                          |                                                                     |
| 2007  | effondrement du pont de Punjagutta                                 | Punjagutta, Inde                                           | pont                     |                                                                     |
| 2007  | pont de la rivière Tuo                                             | Fenguan, Sichuan, Chine                                    | pont                     |                                                                     |
| 2007  | pont de Harp Road                                                  | Oakville, Washington, États-Unis                           | pont                     |                                                                     |
| 2007  | MacArthur Maze (en)                                                | Oakland, Californie, États-Unis                            |                          |                                                                     |
| 2007  | pont de Shershah à Karachi                                         | Karachi, Pakistan                                          | pont                     |                                                                     |
| 2007  | effondrement de la centrale thermique de Neurath                   | Grevenbroich-Neurath, Allemagne                            | centrale en construction | 3 morts, 6 blessés                                                  |
| 2007  | effondrement d'un pont de Guinée                                   | Guinée                                                     | pont                     |                                                                     |
| 2007  | pont Chhinchu                                                      | Nepalganj, Birendranagar, Népal                            | pont                     |                                                                     |
| 2007  | tour de WNEP-TV                                                    | Penobscot Knob (en), Mountaintop, Pennsylvanie, États-Unis |                          |                                                                     |
| 2007  | pont autoroutier de l'Interstate-35 Ouest du Mississippi           | Minneapolis, Minnesota, États-Unis                         | pont                     | 13 morts, 145 blessés                                               |
| 2007  | effondrement du pont en construction du Jiantuo                    | Hunan, Chine                                               | pont                     | 50+ morts, ~90+ blessés                                             |
| 2008  | effondrement de l'éolienne de Hornslet (en)                        | Hornslet (en), Danemark                                    | éolienne                 |                                                                     |
| 2008  | effondrement de la grue de 303 East 51st Street (en)               | Manhattan, New York, États-Unis                            | grue                     | 7 morts, 24 blessés                                                 |
| 2007  | effondrement du pont de Cần Thơ (en)                               | Cần Thơ, Viêt Nam                                          | pont                     |                                                                     |
| 2008  | effondrement du pont ferroviaire de Cedar Rapids                   | Cedar Rapids, Iowa, États-Unis                             | pont                     |                                                                     |
| 2007  | effondrement de l'éolienne de Stobart Mill                         | Stobart Mill, Royaume-Uni                                  | éolienne                 |                                                                     |
| 2008  | tour KATV (en)                                                     | Redfield, Arkansas, États-Unis                             |                          |                                                                     |
| 2008  | effondrement de l'éolienne de Searsburg                            | Searsburg, New Hampshire, États-Unis                       | éolienne                 |                                                                     |
| 2008  | effondrement d'une scène d'Abbotsford                              | Abbotsford (Colombie-Britannique), Canada                  | scène                    |                                                                     |
| 2009  | Emmis Television Wichita                                           | Wichita, Kansas, États-Unis                                |                          |                                                                     |
| 2009  | effondrement d'une éolienne d'Alona                                | Alona, New York, États-Unis                                | éolienne                 |                                                                     |
| 2009  | effondrement d'une éolienne de Fenner                              | Fenner, New York, États-Unis                               | éolienne                 |                                                                     |
| 2009  | effondrement des archives historiques de la ville de Cologne (en)  | Cologne, Allemagne                                         |                          | 2 morts                                                             |
| 2009  | barrage de Situ Gintung                                            | Tangerang, Indonésie                                       | barrage                  |                                                                     |
| 2009  | Collapse of the Block 7 of Lotus Riverside (en)                    | Shanghai, Chine                                            |                          |                                                                     |
| 2009  | viaduc Broadmeadow (en)                                            | Malahide, Irlande                                          | pont                     | 0 0                                                                 |
| 2009  | stade du Sultan Mizan Zainal Abidin (en)                           | Terengganu, Malaisie                                       | stade                    |                                                                     |
| 2009  | effondrement de la cheminée de Korba en 2009 (en)                  | Korba, Inde                                                |                          | Au moins 45 morts                                                   |
| 2009  | effondrement de la scène de Big Valley Jamboree (en)               | Camrose, Canada                                            | scène                    | 1 morts, 15+ blessés                                                |
| 2009  | effondrement de la maison Palma de Mallorca                        | Palma de Mallorca, Espagne                                 |                          |                                                                     |
| 2009  | Jaya Supermarket (en)                                              | Petaling Jaya, Malaisie                                    |                          | 7+ morts                                                            |
| 2009  | effondrement du pont de Kota Chambal                               | Kota, Inde                                                 | pont                     |                                                                     |
| 2010  | effondrement de la route 45J Ma Tau Wai                            | Hong Kong                                                  | édifice                  | 4 morts                                                             |
| 2010  | Mosquée Bab Berdaine                                               | Meknes, Maroc                                              |                          |                                                                     |
| 2010  | Myllysilta (en) (pont de Mill)                                     | Turku, Finlande                                            | pont                     |                                                                     |
| 2010  | effondrement de l'édifice de Lalita Park (en)                      | New Delhi, Inde                                            |                          |                                                                     |
| 2010  | effondrement du toit du Hubert H. Humphrey Metrodome               | Minneapolis, Minnesota, États-Unis                         | toit de stade            | 0                                                                   |
| 2010  | Ikeja City Mall (en)                                               | Lagos, Nigeria                                             |                          |                                                                     |
| 2011  | pont levant Waddinxveen                                            | Waddinxveen, Pays-Bas                                      |                          |                                                                     |
| 2011  | WEAU (en)-TV, WAXX (en)-FM                                         | Fairchild, Wisconsin, États-Unis                           |                          |                                                                     |
| 2011  | effondrement de l'éolienne de Kirtorf                              | Kirtorf, Allemagne                                         | éolienne                 |                                                                     |
| 2011  | effondrement du toit du stade Enschede                             | Enschede, Pays-Bas                                         | toit de stade            |                                                                     |
| 2011  | mât de l'antenne de la tour de Zendstation Smilde (en)             | Hoogersmilde, Pays-Bas                                     |                          |                                                                     |
| 2011  | effondrement de la scène d'Ottawa Bluesfest                        | Ottawa, Canada                                             | scène                    |                                                                     |
| 2011  | effondrement de la scène d'Indiana State Fair (en)                 | Indianapolis, Indiana, États-Unis                          | scène                    | 7 morts, 58 blessés                                                 |
| 2011  | effondrement de la scène Pukkelpop                                 | Hasselt, Belgique                                          | scène                    |                                                                     |
| 2011  | effondrement de l'échafaud de QAL (en)                             | Gladstone (Queensland), Australie                          | échafaud                 |                                                                     |
| 2011  | effondrement de l'édifice de la télévision de Canterbury (en)      | Nouvelle-Zélande                                           | édifice commercial       | 115 morts, effondrement lors du séisme de 2011 en Nouvelle-Zélande. |
| 2012  | effondrement d'édifices à Rio de Janeiro en 2012 (en)              | Praça Floriano, Rio de Janeiro, Brésil                     | édifices à bureaux       | 17 morts                                                            |
| 2012  | effondrement de la scène de Downsview Park                         | Toronto, Canada                                            | scène                    | 1 mort                                                              |
| 2012  | Algo Centre Mall (en)                                              | Elliot Lake, Ontario, Canada                               | centre commercial        | 2 morts, 22 blessés                                                 |
| 2012  | émetteur d'Europe 1                                                | émetteur d'Europe 1, Allemagne                             | antenne radio            |                                                                     |
| 2013  | effondrement de l'édifice Dar es Salaam (en)                       | Dar es Salam, Tanzanie                                     | édifice en construction  | 3+ morts                                                            |
| 2013  | effondrement d'édifice à Thane en 2013 (en)                        | Thane, Bombay, Inde                                        | édifice en construction, | 45 morts, 50 blessés                                                |
| 2013  | effondrement du Rana Plaza                                         | Savar, Dhaka, Bangladesh                                   | édifice commercial       | 1 100+ morts, 2 500+ blessés                                        |
| 2013  | effondrement d'édifices à Philadelphie (en)                        | Philadelphie, Pennsylvanie, États-Unis                     | édifice                  | 6 morts, 13 blessés                                                 |
| 2013  | second pont de Penang                                              | Île Penang, Malaisie                                       | pont                     | 1 mort, 3 blessés                                                   |
| 2013  | effondrement de Daly Street                                        | Philadelphie, États-Unis                                   | maisons                  | 8 blessés                                                           |
| 2013  | effondrement du pont de l'I-5 à la hauteur de Skagit (en)          | Comté de Skagit, Washington, États-Unis                    | pont                     | 3 blessés                                                           |
| 2013  | édifice en construction                                            | São Paulo, Brésil                                          | édifice                  | Au moins 6 morts et 20 blessés                                      |
| 2013  | effondrement d'édifices de Bombay                                  | Bombay, Inde                                               | édifice                  | Au moins 61 morts, 32 blessés                                       |
| 2013  | Immeuble résidentiel de Medellin                                   | Medellín, Colombie                                         | Immeuble résidentiel     | 8 disparus                                                          |
| 2013  | effondrement d'un supermarché à Riga                               | Riga, Lettonie                                             | édifice commercial       | 54 morts                                                            |
| 2014  | gymnase du Gyeongju Mauna Resort                                   | Gyeongju, Corée du Sud                                     | gymnase                  | 10 morts, 124 blessés                                               |
| 2014  | effondrement d'une synagogue de Lagos en 2014 (en)                 | Lagos, Nigeria                                             |                          |                                                                     |
| 2015  | Effondrement du Thumper Pond Resort                                | Ottertail, Minnesota, États-Unis                           | parc aquatique           | 0 blessés                                                           |
| 2015  | effondrement d'édifices de Omsk en 2015                            | Omsk, Russie                                               | édifice                  | 23 morts                                                            |
| 2015  | effondrement du pont de l'I-10                                     | Desert Center, Californie, États-Unis                      | pont                     | 1 blessé                                                            |
| 2015  | effondrement d'une grue à La Mecque                                | La Mecque, Arabie saoudite                                 | grue                     | 118 morts, 394 blessés                                              |
| 2015  | effondrement d'une grue sur le pont Queen Juliana                  | Alphen-sur-le-Rhin, Pays-Bas                               | 2 grues                  | pas de blessé                                                       |
| 2015  | tour Bhimsen                                                       | Katmandou, Népal                                           | Ancient                  | 200 morts                                                           |
| 2015  | Vestas V112 éolienne                                               | Lammhult, Suède                                            | éolienne                 |                                                                     |
| 2016  | Altenbeken-Buke E66                                                | Altenbeken, Allemagne                                      | éolienne                 |                                                                     |
| 2016  | séisme de 2016 à Taïwan                                            | Taïnan, Taïwan                                             | Immeuble résidentiel     | 114 morts                                                           |
| 2016  | effondrement d'édifice à Lagos en 2016                             | Lagos, Nigeria                                             | édifice en construction  |                                                                     |
| 2016  | effondrement de Calcutta (en)                                      | Calcutta, Inde                                             | pont                     | [ 36 ]                                                              |
| 2016  | centre sportif Hu Fa Kuang de l'université municipale de Hong Kong | Kowloon Tong (en), Hong Kong, Chine                        |                          | 3 blessés                                                           |
| 2018  | effondrement du pont Morandi                                       | Gênes, Italie                                              | pont                     | 43 morts                                                            |
| 2018  | Wilton Paes de Almeida                                             | São Paulo, Brésil                                          | immeuble                 | 49 morts                                                            |
| 2019  | effondrement du pont de Mirepoix-sur-Tarn                          | Mirepoix-sur-Tarn, France                                  | pont                     | 2 morts                                                             |

## 2020 à aujourd'hui
| Année | Structure                                        | Lieu                                    | Type                                         | Victimes                                 |
| ----- | ------------------------------------------------ | --------------------------------------- | -------------------------------------------- | ---------------------------------------- |
| 2020  | Effondrement construction à Kep                  | Kep, Cambodge                           | Infrastructure touristique en construction   | 36 morts, 26 blessés                     |
| 2020  | Effondrement de l'hôtel Xinjia Express (en)      | Quanzhou, Fujian, Chine                 | hotel                                        | 29 morts                                 |
| 2020  | Ponte di Caprigliola                             | Caprigliola, Toscane, Italie            | pont                                         | 2 blessés                                |
| 2020  | Effondrement du pont Lecheng (en)                | Sanxi, xian de Jingde, Anhui, Chine     | pont                                         |                                          |
| 2020  | Effondrement du pont Zhenhai (en)                | Huangshan, Anhui, Chine                 | pont                                         |                                          |
| 2020  | Effondrement du restaurant Juxian (en)           | Linfen City, Shanxi, Chine              | édifice                                      | 29 morts, 28 blessé                      |
| 2020  | Radiotélescope d'Arecibo                         | Arecibo, Porto Rico                     | observatoire                                 |                                          |
| 2021  | 2021 effondrement du Brindisi shed               | San Michele Salentino, Pouilles, Italie | shed                                         | 1 mort, 4 blessés                        |
| 2021  | Effondrement d'un immeuble de Surfside           | Miami, Floride                          | Immeuble résidentiel                         | 98 morts 11 blessés                      |
| 2022  | AquaDom                                          | Berlin, Allemagne                       | Aquarium dans un hôtel                       | 2 blessés, 1.500+ poissons morts         |
| 2024  | Pont Francis Scott Key                           | Baltimore, États-Unis                   | Pont percuté par un navire de commerce       | 2 morts confirmés et 4 disparus 1 blessé |
| 2024  | Gare de Novi Sad                                 | Novi Sad, Serbie                        | gare ferroviaire                             | 14 morts, 3 blessés                      |
| 2025  | Effondrement du toit de la boîte de nuit Jet Set | République dominicaine                  | Salle de cinéma utilisée comme boîte de nuit | plus de 200 morts                        |